# Apocephalus aztecae
Apocephalus aztecae är en tvåvingeart som beskrevs av Borgmeier 1961. Apocephalus aztecae ingår i släktet Apocephalus och familjen puckelflugor. Inga underarter finns listade i Catalogue of Life.